# Krokau
Krokau là một đô thị thuộc huyện Plön, trong bang Schleswig-Holstein, nước Đức. Đô thị Krokau có diện tích 4,45 km², dân số thời điểm 31 tháng 12 năm 2006 là 473 người.